# 戴维·阿斯平
戴维·阿斯平（英語：David Aspin，1950年6月24日—），新西兰男子摔跤运动员。他曾代表新西兰参加1970年和1974年英联邦运动会摔跤比赛，获得一枚金牌和一枚铜牌。他也曾参加1972年和1976年夏季奥林匹克运动会。